# Ortahisar
Ortahisar est une localité située dans le district de Ürgüp, province de Nevşehir en Turquie. En 2008, sa population s'élève à 3 478 habitants.

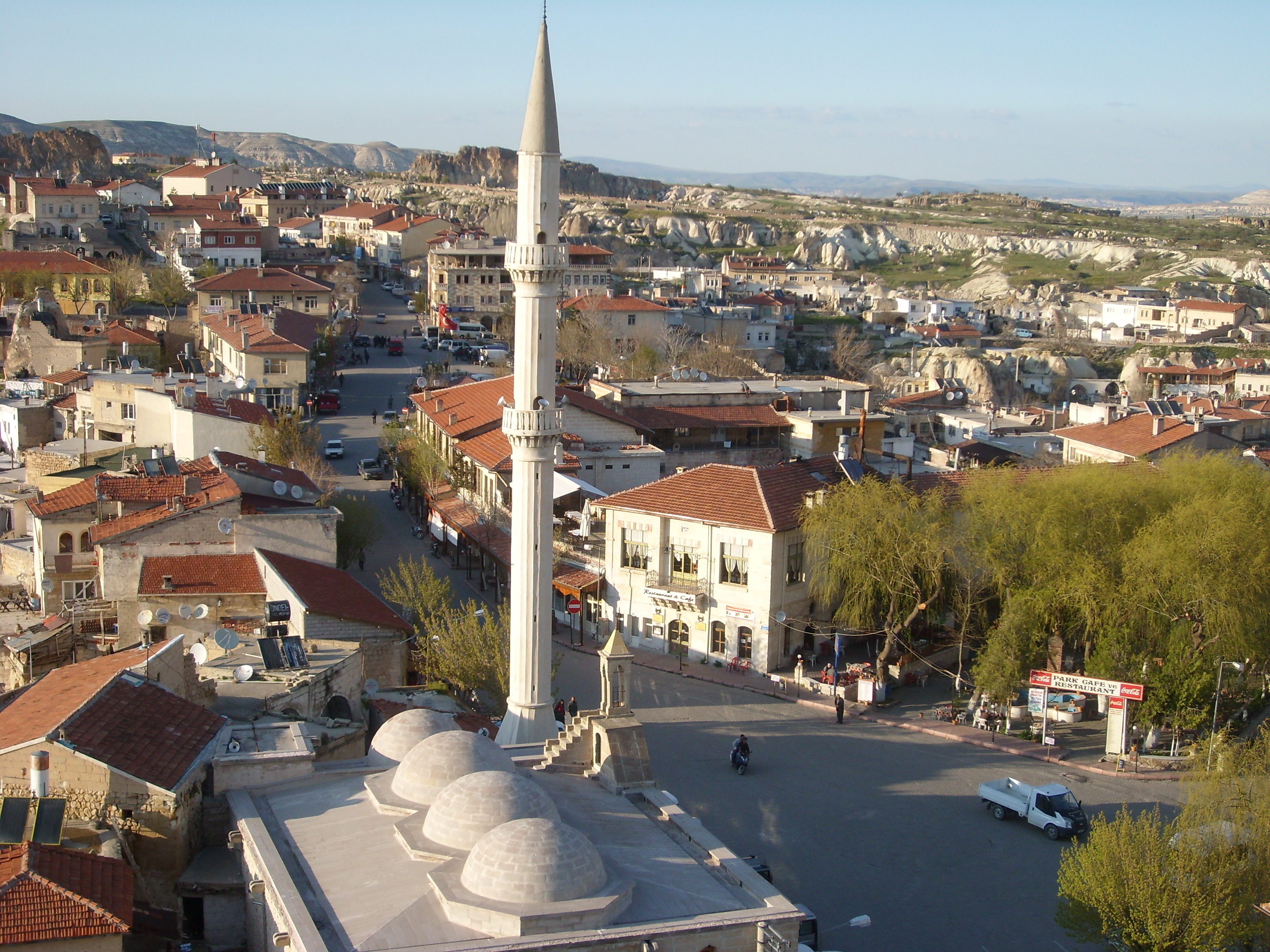
Vue de la ville à partir du château du rocher.

## Monuments
Près de cette ville se trouve l'église du stylite Nicétas à Kizil Çukur. La Croix couronne les plafonds de la nef et du narthex. Comme dans de nombreuses églises rupestres de Cappadoce, elle est seule comme le veut l'iconoclasme professé dès le début du VIIIe siècle,  qui refuse les images religieuses pour éviter l'idolâtrie.  